# 乌药
乌药（学名：Lindera aggregata），又稱作台烏、台烏藥、台片、天台烏、天台烏藥、烏藥片，为樟科山胡椒属下的一个种。

## 特产
天台乌药：中国地理标志产品。产于浙江省天台县。

## 延伸阅读
[在维基数据编辑]
 《欽定古今圖書集成·博物彙編·草木典·烏藥部》，出自陈梦雷《古今圖書集成》
 《植物名實圖考·烏藥》，出自吳其濬《植物名實圖考》

## 外部連結
- 烏藥 中藥材圖像數據庫  (香港浸會大學中醫藥學院) （中文）（英文）
- 烏藥 Wu Yao （页面存档备份，存于） 中藥標本數據庫 (香港浸會大學中醫藥學院) （繁體中文）（英文）